# Waterstofperoxide
Waterstofperoxide, ook aangeduid als zuurstofwater, is een anorganische verbinding van waterstof en zuurstof, met als brutoformule H2O2. Het werd in 1818 ontdekt door Louis Jacques Thénard. Doorgaans wordt het commercieel verhandeld als oplossing in water.

## Productie
Waterstofperoxide werd voor het eerst beschreven door Louis Jacques Thénard, die waterstofperoxide maakte door bariumperoxide (BaO2) te laten reageren met salpeterzuur (HNO3). Een andere manier is via elektrolyse en via een autoredoxreactie met water.
Het meest gebruikte proces is tegenwoordig het zogenaamde antrachinon- of Riedl-Pfleidererproces, dat voor het eerst werd toegepast in de Tweede Wereldoorlog door I.G. Farbenindustrie in Duitsland. Hierbij wordt een antrachinonderivaat katalytisch met waterstofgas omgezet in het corresponderende hydrochinon. Dat wordt daarna met zuurstofgas of met zuurstofrijke lucht geoxideerd, waarbij opnieuw het oorspronkelijke antrachinonderivaat ontstaat samen met waterstofperoxide:
In 2014 werd wereldwijd meer dan 4,3 miljoen ton waterstofperoxide geproduceerd. Schattingen geven aan dat in 2019 de productie meer dan 5 miljoen ton zal bedragen.

## Structuur en eigenschappen
Het molecuul heeft één zuurstofatoom meer dan het veel stabielere water. De binding tussen de twee zuurstofatomen, de zogenaamde peroxidebinding, laat vrij makkelijk los, onder vorming van twee OH-radicalen:
{\displaystyle {\ce {H2O2 -> 2OH^.}}}
Doordat deze radicalen makkelijk reageren met andere zuurstofradicalen (tot zuurstofgas) en met andere stoffen, onder vorming van nieuwe radicalen, waarmee een kettingreactie wordt ontketend, is een oplossing van waterstofperoxide uiterst reactief.

## Toepassingen
Waterstofperoxide wordt onder andere gebruikt als ontsmettingsmiddel, bijvoorbeeld bij ontstekingen in de mondholte, ontsmetting van drinkwater, als bleekmiddel bij het bleken van stoffen, tanden, botten en haar (blonderen).
Waterstofperoxide kan ook gebruikt worden om verkleurde/vergeelde LEGO te herstellen, door de LEGO in een bakje waterstofperoxide in de zon te leggen. Ook kan ander vergeeld plastic hersteld worden, zoals oude plastic speelgoedfiguren, of oude computers. Dit kan alleen met 3 procent waterstofperoxide gedaan worden, hoger kan schadelijk zijn voor het plastic.
Waterstofperoxide van 35% wordt veel toegepast in de farmaceutische industrie om steriele omgevingen te decontamineren. De vloeistof wordt hiervoor verdampt tot gasvorm. Deze techniek noemt men VHP, vaporized hydrogen peroxide.
Dit ontsmettende en blekende vermogen wordt veroorzaakt door de oxiderende werking van waterstofperoxide. Om deze reden wordt waterstofperoxide veel gebruikt in laboratoria en bij de productie van sommige organische stoffen.
Vermengd met andere chemicaliën werd het gebruikt als een van de zuurstofleverende middelen bij de voortstuwing van het Duitse raketvliegtuig Messerschmitt Me 163 Komet uit de Tweede Wereldoorlog. De ramp met de Russische kernonderzeeboot Koersk is waarschijnlijk veroorzaakt door het lekken van een waterstofperoxidetank in een torpedo.
In de handel zijn oplossingen met een sterkte tussen de 3% en 12% vrij verkrijgbaar. Sterkere oplossingen kunnen worden bereid, maar zijn potentieel explosief en dienen daarom met uiterste voorzichtigheid te worden behandeld.

## Ontleding
Waterstofperoxide is erg reactief, maar ook instabiel. Het zal na verloop van tijd ontleden in water en zuurstofgas via een auto-redoxreactie:
{\displaystyle {\ce {2H2O2 -> 2H2O + O2}}}
Deze reactie is spontaan, maar verloopt kinetisch gezien zeer traag onder standaardcondities. Ze kan versneld worden door de temperatuur, zuurgraad of concentratie te verhogen of door de aanwezigheid van licht. Ook het toevoegen van een katalysator kan de reactie versnellen, zoals mangaan(IV)oxide, kaliumpermanganaat, kaliumjodide, zilver, platina of het enzym katalase.